# Stanisław Wyskota Zakrzewski
Stanisław Kazimierz Józef Wyskota–Zakrzewski (Wyssogota) (ur. 1 marca 1902 w Pakości koło Inowrocławia, zm. 8 stycznia 1986 w Grimsby) – pułkownik kawalerii Polskich Sił Zbrojnych, kawaler Orderu Virtuti Militari.

## Życiorys
Urodził się 1 marca 1902 w Pakości, w rodzinie Zygmunta (1867–1951) i Emilii Antoniny (1877–1917), córki Władysława Jażdżewskiego. Był bratem Wojciecha (1899–1974), Jadwigi (ur. 1900) po mężu Kleczkowskiej, Władysława (1903–1944).
Był potomkiem Ignacego, prezydenta Warszawy z czasów Stanisława Augusta Poniatowskiego. Skończył gimnazjum w Poznaniu, a podczas nauki udzielał się w niepodległościowej organizacji konspiracyjnej młodzieży. W 1918 wstąpił do POW, brał udział w powstaniu wielkopolskim jako dowódca patrolu konnego w walkach o Kruszwicę i Strzelno. Od maja 1919 roku służył w 2 pułku ułanów. W czerwcu 1920 ukończył Wielkopolską Szkołę Oficerską z awansem na stopień podporucznika z dniem 1 lipca. Na wojnie z bolszewikami walczył jako dowódca plutonu zwiadowców konnych przy 15 pułku piechoty „Wilków”. 
Po wojnie w 1921 został przeniesiony na dowódcę szwadronu w 25 pułku ułanów. 12 lutego 1923 został mianowany z dniem 1 stycznia 1923 porucznikiem ze starszeństwem z 1 marca 1922 i 2. lokatą w korpusie oficerów jazdy. W 1925 w Brygadzie Kawalerii „Baranowicze” został oficerem sztabu i następnie otrzymał przydział do 17 pułku ułanów w Lesznie. W 1934 ukończył w Centrum Wyszkolenia Kawalerii w Grudziądzu kurs dowódców szwadronów i został awansowany na rotmistrza. Od 1936 dowodził szwadronem kawalerii KOP „Nowe Święciany”.
W kampanii 1939 był dowódcą szwadronu 13 pułku ułanów. Ucieka z niewoli, w marcu 1940 przez Węgry przedostał się do Armii Polskiej we Francji. W kwietniu 1940 wyznaczony na zastępcę dowódcy formującego się dyonu rozpoznawczego Brygady Strzelców Karpackich. W maju 1943 awansowany do stopnia majora. 14 maja 1943 został wyznaczony na stanowisko dowódcy pułku Ułanów Karpackich. 2 sierpnia 1944 został mianowany podpułkownikiem. Pułkiem dowodził do 1947. Walczył w bitwie o Tobruk, bitwie pod Monte Cassino, w kampanii włoskiej.
Awansowany do stopnia pułkownika.
Po wojnie osiedlił się w Anglii. Zmarł 8 stycznia 1986 w szpitalu w Grimsby. Zgodnie z jego ostatnią wolą urnę z prochami sprowadzono do Polski i złożono w grobie matki na cmentarzu przykościelnym Parafii św. Anny w Kościeszkach.

## Ordery i odznaczenia
- Krzyż Srebrny Orderu Virtuti Militari
- Krzyż Komandorski Orderu Odrodzenia Polski (pośmiertnie, 14 września 2010)[7]
- Krzyż Kawalerski Orderu Odrodzenia Polski
- Krzyż Walecznych (dwukrotnie: „za czyny męstwa i odwagi wykazane w bojach toczonych w latach 1918–1921”)[4]
- Krzyż Walecznych (czterokrotnie: „za czyny męstwa i odwagi wykazane w wojnie rozpoczętej 1 września 1939 roku”)
- Medal Wojska
- Medal Niepodległości (9 listopada 1932)[8]
- Srebrny Krzyż Zasługi[4]
- Medal Pamiątkowy za Wojnę 1918–1921
- Medal Dziesięciolecia Odzyskanej Niepodległości
- Srebrnym Medal za Długoletnią Służbę
- Brązowy Medal za Długoletnią Służbę
- Krzyż Pamiątkowy Monte Cassino
- Krzyż Wojenny za Męstwo Wojskowe (Włochy)
- Order Wybitnej Służby (Wielka Brytania)
- Gwiazda za Wojnę 1939–1945 (Wielka Brytania)
- Gwiazda Italii (Wielka Brytania)
- Gwiazda Afryki (Wielka Brytania)
- Medal Obrony (Wielka Brytania)
- Medal Wojny 1939-45 (Wielka Brytania)
- Medal Zasługi Zakonu Maltańskiego[9]

## Upamiętnienie
18 czerwca 2010 roku nazwano Szkołę Podstawową w Rzeszynku imieniem Pułkownika.